# Prelazia Territorial de Loreto
A Prelazia Territorial de Loreto (Prælatura Territorialis ab Alma Domo Lauretana) é uma circunscrição eclesiástica da Igreja Católica em Loreto, na Itália, pertencente à Província Eclesiástica de Ancona-Osimo, sendo sufragânea da Arquidiocese de Ancona-Osimo. Seu atual arcebispo (título pessoal) é Dom Fabio dal Cin. A sé episcopal está no Santuário da Santa Casa de Loreto.

## História
Loreto até 1586 fazia parte da diocese de Recanati. O sítio cresceu em importância depois que, segundo a tradição, na noite entre 9 e 10 de dezembro de 1294, durante o episcopado de Salvo, houve a translação da Santa Casa de Nazaré a Loreto, então parte da diocese de Recanati.
Em 17 de março de 1586 o Papa Sisto V com a bula Pro excellenti elevou Loreto ao grau de cidade e diocese e suprimiu a diocese de Recanati. Em 9 de fevereiro de 1592 a diocese de Recanati foi restabelecida pelo Papa Clemente VIII e unida aeque principaliter a Loreto.
Em 15 de setembro de 1934 o Papa Pio XI, dando atuação à concordata de 1929, com a bula Lauretanae Basilicae suprimiu a catedral episcopal, incorporando o seu território a Recanati, a exceção do santuário lauretano que foi posto sob a autoridade direta da Santa Sé.
Em 11 de outobro de 1935 foi estendida a jurisdição do Administrador Pontifício ao território da cidade de Loreto. Dois são administradores pontifícios:  Francesco Borgongini Duca e Primo Principi, ambos residentes em Roma, representado por dois vigários em Loreto, Gaetano Malchiodi (1935-1960) e Angelo Prinetto, (1961-1965).
Finalmente, em 24 de junho de 1965, o Papa Paulo VI por meio da bula Lauretanae Almae Domus aboliu a Administração Pontifícia e criou a Delegação Pontifícia para o Santuário de Loreto e da Prelatura da Santa Casa, estabelecendo ao mesmo tempo a catedral na basílica.
Em 11 de março de 2000 a prelatura, deixou de ser imediatamente sujeita à Santa Sé, passando a fazer parte da província eclesiástica da arquidiocese de Ancona-Osimo.

## Prelados
- Francesco Cantucci † (1586 - 1586)
- Rutilio Benzoni † (1586 - 1592)
  - Sé unida a Recanati (1592-1935)
- Francesco Borgongini Duca † (1934 - 1953)
  - Gaetano Malchiodi † (1935 - 1960) (vigário)
- Primo Principi † (1956 - 1965)
  - Angelo Prinetto † (1961 - 21965) (vigário)
- Aurelio Sabattani † (1965 -1971)
- Loris Francesco Capovilla (1971 - 1988)
- Pasquale Macchi † (1988 - 1996)
- Angelo Comastri (1996 - 2005)
- Giovanni Danzi † (2005 - 2007)
- Giovanni Tonucci ( 2007  - 2017)
- Fabio Dal Cin (desde 2017)